# Klängfisk
Klängfisk (Lepadogaster candolleii) är en fisk i familjen dubbelsugarfiskar.

## Beskrivning
Färgteckningen varierar: Från gulgrön med rödaktiga till vita fläckar, till brun till rödaktig med röda fläckar. Den kan även ha ett silvervitt streck tvärs över huvudet från öga till öga, och röda markeringar på kinderna. Färgteckningen är ofta könsbunden: Hanar tenderar att vara rödbruna, medan honor vanligen är gulgröna. Arten har avrundade fenor och nos, och en tillplattad framkropp. Bukfenorna är omvandlade till en sugskiva, som har platta, vårtliknande utskott. Rygg- och analfenor är långa, men till skillnad från vad som är fallet hos dubbelsugaren, som den liknar, är dessa inte förenade med stjärtfenan. Som hos dubbelsugaren har den hudflikar vid näsöppningarna, men hos denna art är dessa mycket små. Klängfisken är en liten fisk; största längden uppgår till 7,5 cm.

## Vanor
Arten är en bottenfisk som uppehåller sig i tidvattenszonen, gärna med bottnar bevuxna med tång som Himanthalia och Laminaria.

## Utbredning
Klängfisken lever i östra Atlanten från Brittiska öarna till Kanarieöarna, västra Medelhavet och Svarta havet.